# Province de Cangallo
La province de Cangallo (en espagnol : Provincia de Cangallo) est l'une des sept provinces de la région d'Ayacucho, au sud du Pérou. Son chef-lieu est la ville de Cangallo.

## Géographie
La province couvre une superficie de 1 916,17 km2. Elle est limitée au nord par la province de Huamanga, à l'est par la province de Vilcas Huamán, au sud par la province de Victor Fajardo et à l'ouest par la région de Huancavelica.

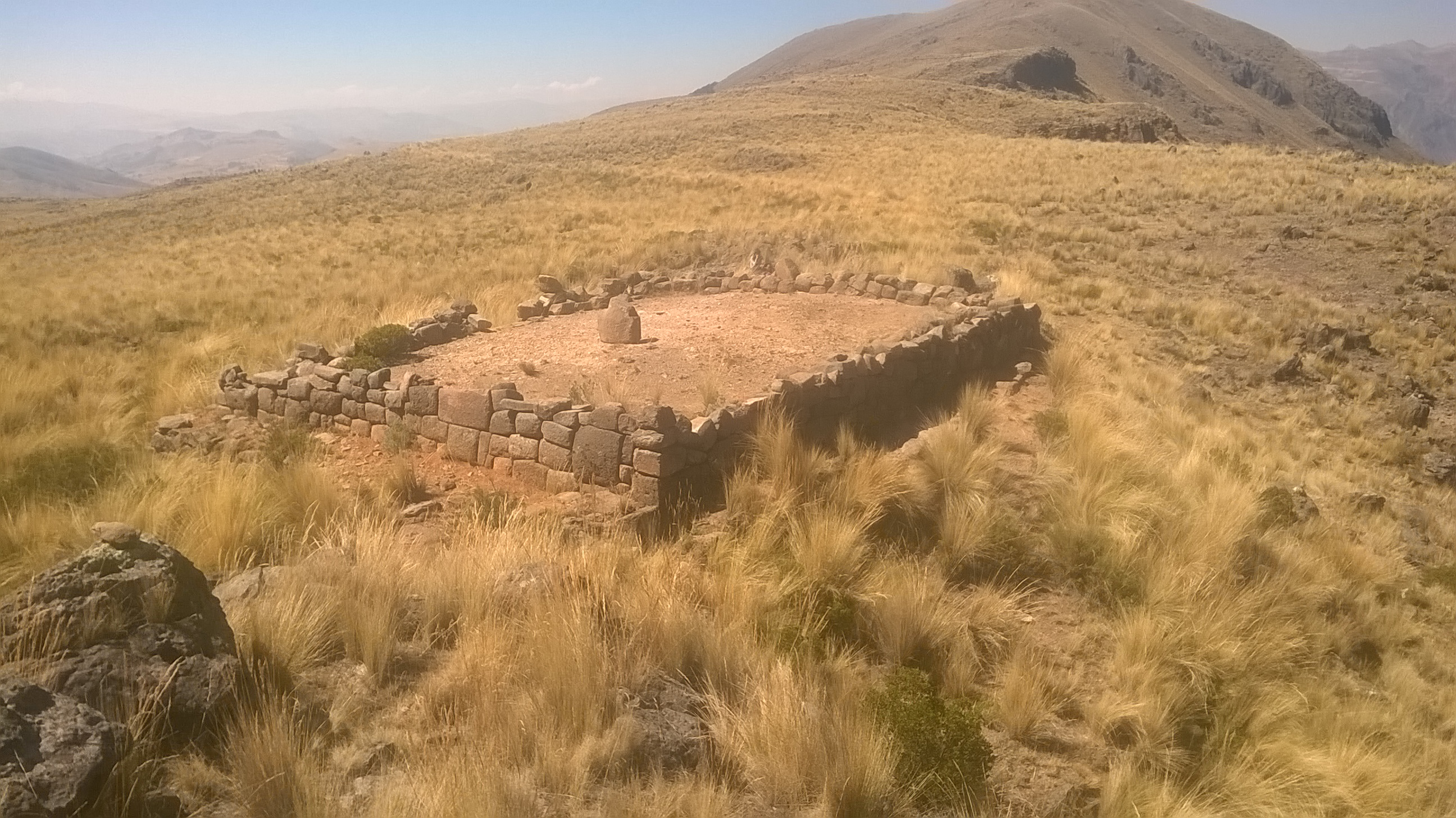
Intiwatana située sur les hauteurs du district de Chuschi, province de Cangallo, département d'Ayacucho.

## Population
La population de la province s'élevait à 36 977 habitants en 2005.

## Subdivisions
La province de Cangallo est divisée en six districts (en espagnol : distritos ; singulier : distrito) :
- Cangallo
- Chuschi
- Los Morochucos
- María Parado de Bellido
- Paras
- Totos